# Esparver de Madagascar
L'esparver de Madagascar (Accipiter madagascariensis) és una espècie d'ocell de la família dels accipítrids (Accipitridae). Habita garrigues i sabanes de Madagascar. El seu estat de conservació es considera gairebé amenaçat.